# Groupe de pelotons d'intervention
Pour les articles homonymes, voir GPI.
Groupe de pelotons d’intervention ou GPI est l'ancienne appellation des antennes du Groupe d'intervention de la Gendarmerie nationale française implantées dans les départements ou collectivités d'outre-mer (DOM-COM).
La nouvelle appellation est entrée en vigueur en juillet 2016 (circulaire 61050 du 26 juillet 2016).